# Foia de Bunyol
La Foia de Bunyol és una comarca del centre del País Valencià, amb capital a . Bunyol. na extensió de 817 km², repartits entre 9 municipis.

## Geografia
Limita al nord amb els Serrans i el Camp de Túria, a l'est amb l'Horta Oest i la Ribera Alta, al sud amb la Canal de Navarrés i la Vall de Cofrents i a l'oest amb la Plana d'Utiel.

## Municipis
Les dades bàsiques dels «9 municipis», amb les xifres de població del padró municipal d'habitants 2023, són:
| Municipi          | Habitants (2023) | Sup. (km²) | Dens. (2023) (hab./km²) |
| ----------------- | ---------------- | ---------- | ----------------------- |
| Xiva              | 16.750           | 178,7      | 93,7                    |
| Bunyol            | 9.579            | 112,4      | 85,2                    |
| Xest              | 8.962            | 71,4       | 125,5                   |
| Godelleta         | 4.148            | 37,5       | 110,6                   |
| Iàtova            | 2.205            | 123,3      | 17,9                    |
| Macastre          | 1.437            | 37,7       | 38,1                    |
| Alboraig          | 1.389            | 27,3       | 50,9                    |
| Setaigües         | 1.229            | 110,6      | 11,1                    |
| Dosaigües         | 340              | 119,0      | 2,9                     |
| la Foia de Bunyol | 46.039           | 817,9      | 56,3                    |

La comarca ha estat dividida geogràficament i històricament en dos subcomarques que són:
- La Foia de Bunyol en si, formada per Bunyol, Alboraig, Macastre, Setaigües i Iàtova.
- La vall o piedmont de Xiva, amb Xiva, Xest i Godelleta

El municipi de Dosaigües s'inclou a la Foia per raons econòmiques, ja que forma una pròpia comarca natural amb Cortes de Pallars, Millars i Tous, que alguns autors han anomenat "les Goles del Xúquer" (en castellà, "las Gargantas del Júcar").

## Comarca històrica
La Foia de Bunyol és una comarca històrica que ja apareixia al mapa de comarques d'Emili Beüt "Comarques naturals del Regne de València" publicat l'any 1934. L'única diferència és que ençà no hi formava part el municipi de Dosaigües, que aleshores s'incloïa en la Canal de Navarrés.